# William L. Armstrong
William Lester "Bill" Armstrong, född 16 mars 1937 i Fremont, Nebraska, död 5 juli 2016 i Denver, Colorado, var en amerikansk republikansk politiker. Han representerade delstaten Colorado i båda kamrarna av USA:s kongress, först i representanthuset 1973-1979 och sedan i senaten 1979-1991. Han var senare rektor vid Colorado Christian University från 2006.
Armstrong studerade 1954-1955 vid Tulane University och 1956 vid University of Minnesota. Han tjänstgjorde i nationalgardet 1957-1963.
Armstrong blev invald i representanthuset i kongressvalet 1972. Han omvaldes 1974 och 1976. Han besegrade sedan sittande senatorn Floyd K. Haskell i senatsvalet 1982. Han omvaldes sex år senare men bestämde sig sedan för att inte ställa upp i senatsvalet 1990. Han efterträddes i januari 1991 av Hank Brown.
Armstrong var länge styrelsemedlem i organisationen Campus Crusade for Christ vid sidan om sin affärsverksamhet inom bank- och it-branscherna.